# 耶日·约凯尔
耶日·约凯尔（波蘭語：Jerzy Jokiel，1931年8月9日—2020年10月7日），波兰男子竞技体操运动员。他曾代表波兰参加1952年和1960年夏季奥林匹克运动会体操比赛，其中1952年奥运会获得一枚银牌。